# Madison Olsen
Madison Olsen (ur. 7 kwietnia 1995) – amerykańska narciarka dowolna, specjalizująca się w skokach akrobatycznych. W 2012 roku wystartowała na mistrzostwach świata juniorów w Chiesa in Valmalenco, zajmując dwunaste miejsce. Podczas rozgrywanych dwa lata później mistrzostw świata juniorów w tej samej miejscowości była siódma. W zawodach Puchar Świata zadebiutowała 20 stycznia 2012 w Lake Placid, zajmując trzynaste miejsce. Tym samym już w swoim debiucie wywalczyła pierwsze pucharowe punkty. Na podium zawodów tego cyklu po raz pierwszy stanęła 13 lutego 2016 roku w Moskwie, gdzie była trzecia. W zawodach tych wyprzedziły ją jedynie Rosjanka Alina Gridniewa oraz Żanbota Ałdabergenowa z Kazachstanu. W 2018 roku była szósta podczas igrzysk olimpijskich w Pjongczangu. Rok wcześniej zajęła piąte miejsce na mistrzostwach świata w Sierra Nevada.

## Osiągnięcia

### Igrzyska olimpijskie
| Miejsce | Dzień     | Rok  | Miejscowość | Konkurencja        | Zwyciężczyni  |
| ------- | --------- | ---- | ----------- | ------------------ | ------------- |
| 6.      | 16 lutego | 2018 | Pjongczang  | Skoki akrobatyczne | Hanna Huśkowa |

### Mistrzostwa świata
| Miejsce | Dzień    | Rok  | Miejscowość   | Konkurencja        | Zwyciężczyni    |
| ------- | -------- | ---- | ------------- | ------------------ | --------------- |
| 19.     | 7 marca  | 2013 | Voss          | Skoki akrobatyczne | Xu Mengtao      |
| 5.      | 10 marca | 2017 | Sierra Nevada | Skoki akrobatyczne | Ashley Caldwell |

### Puchar Świata

#### Miejsca w klasyfikacji generalnej
- sezon 2011/2012: 114.
- sezon 2012/2013: 66.
- sezon 2013/2014: 126.
- sezon 2015/2016: 48.
- sezon 2016/2017: 105.
- sezon 2017/2018: 76.

#### Miejsca na podium w zawodach
1. Moskwa – 13 lutego 2016 (skoki) – 3. miejsce